# FC Oegstgeest
FC Oegstgeest is een amateurvoetbalclub uit Oegstgeest, in de Nederlandse provincie Zuid-Holland. De club, opgericht in 2018, is voortgekomen uit een fusie van VV Oegstgeest met UDO. Het eerste elftal van de club speelt in de Derde klasse zaterdag (seizoen 2025/26).
De club speelt op sportpark De Voscuyl in Oegstgeest. Dit complex is in het kader van de fusie volledig nieuw uit de grond getrokken. Eerder speelde VV Oegstgeest op deze locatie. 
In het eerste seizoen werd gelijk promotie naar de Derde Klasse behaald via de nacompetitie. Doordat in de seizoenen 2019-2020 en 2020-2021 geen promotie en geen degradatie plaatsvond als gevolg van het afbreken van de competities i.v.m. maatregelen rondom het COVID-19 virus, kon de club ondanks de lage klasseringen in de Derde Klasse blijven. Nadat FC Oegstgeest zich in 2022 op eigen kracht handhaafde volgde in 2023 alsnog degradatie naar de Vierde Klasse. 
In 2025 werd FC Oegstgeest kampioen in de Vierde Klasse en promoveerde het weer terug naar de Derde Klasse. Dit was het eerste kampioenschap voor de fusieclub.

## Bekende (oud-)spelers
- Erik Falkenburg

## Erelijst
- Kampioen Vierde Klasse: 2025

## Resultaten amateurvoetbal 2018–heden
| 2 4A |

| 14* 3A |

| 12* 3A |

| 8 3A |

| 9 3A |

| 3 4A |

| 1 4A |

- = Dit seizoen werd stopgezet vanwege de uitbraak van het coronavirus. Er werd voor dit seizoen geen officiële eindstand vastgesteld.

| Tweede divisie | Derde divisie | Vierde divisie | Eerste klasse |
| Tweede klasse  | Derde klasse  | Vierde klasse  | Vijfde klasse |